# Otto Eugen Schulz
Otto Eugen Schulz (31 d'octubre de 1874 - 17 de febrer de 1936) va ser un botànic alemany nascut a Berlín. Era germà del botànic Roman Schulz (1873-1926).
Publica tractats importants sobre la sistemàtica de les famílies Brassicaceae (aleshores coneguda com a Cruciferae) i Erythroxylaceae, L'any 1903 va fer un tractat sobre el gènere Cardamine (família Brassicaceae), titulat "Monographie der Gattung Cardamine".
El gènere Ottoschulzia (família Icacinaceae) li va ser dedicat per Ignatz Urban (1848-1931).

## Algunes publicacions
- otto e. Schulz. 2011. Monographie Der Gattung Cardamine. Reimprès per Nabu Press, 366 pp. ISBN 1179365348

- ---------------------, adolf Engler. 1929. Cruciferae-Brassiceae: pars prima. Subtribus I. Brassicinae et II. Raphaninae. Das Pflanzenreich: regni vegetabilis conspectus 70. Editor H.R. Engelmann (J. Cramer). 290 pp.

- ---------------------. 1927. Cruciferae-Draba et Erophila. DasPflanzenreich: Regni vegetabilis conspectus 89. Editor W. Engelmann, 396 pp.

- ---------------------. 1919. Cruciferae- Brassiceae: Subtribus I. Brassicinae et II. Raphaninae. Vol. 1. Editor W. Engelmann, 290 pp.

- ---------------------. 1907. Erythroxylaceae. Editor W. Engelmann, 176 pp.